# Ambiente Audio
Ambiente Audio ist ein deutsches Klassik-Label mit Schwerpunkt Orgelmusik, geistliche Musik und klassische Musik.

## Beschreibung
Das Label wurde von Tonmeister und Pianist Toms Spogis in Algermissen gegründet und wird als „Ein-Mann-Betrieb“ geführt. Schwerpunkt der Arbeit sind Orgelproduktionen, aber auch in weiterem Sinne geistliche und klassische Musik ist vertreten. Wert wird auf natürlich-räumliche Tonaufnahmen von historischen und zeitgenössischen Instrumenten und beziehungsreiche Programmzusammenstellungen sowie ausführliche CD-Beihefte gelegt.

## Interpretinnen und Interpreten (Auswahl)
- Winfried Lichtscheidel
- Markus Rupprecht
- Ruben Johannes Sturm
- Roman Summereder